# Marcia slava
La Marcia slava (in russo Славянский марш, Slavjanskij marš, in francese Marche slave) o Marcia serbo-russa è una composizione sinfonica di Pëtr Il'ič Čajkovskij (op. 31).
Fu composta a settembre 1876 e presumibilmente eseguita per la prima volta nel dicembre successivo.

## Genesi
La Marcia slava fu scritta nel settembre del 1876 in occasione di una beneficenza in favore dei soldati slavi che erano rimasti feriti durante la guerra serbo-turca di quegli anni. Composta con spirito prettamente slavo ma in modo battagliero e nazionalistico introducendo per l'occasione temi che rientravano maggiormente in episodi militareschi. Il tema principale, tratto da una canzone del folklore serbo, tutta intrisa di animo meditativo e sofferente, ne inizia l'introduzione che poi, mano a mano, va sviluppandosi con una perfezione orchestrale che solo in Čajkovskij si ottiene, evidenziandone così l'intensa sofferenza umana portata dagli eventi bellici. Anche in questa composizione l'autore mette in luce il suo spirito slavo e il suo carattere nazionalistico concludendo il lavoro con toni festosi e con una splendida marcia in cui è evidenziato sempre di più il vecchio inno nazionale: Bože, Zarja chrani!, l'inno zarista.
La durata di tutta la composizione è di circa nove minuti.

## Discografia
- Massimo Freccia, London Symphony Orchestra, RCA GL 32547
- Walter Jurgens, Berliner Philharmoniker
- Kennett Alwyn, London Symphony Orchestra, Decca, SW 2001
- Fritz Leitner, Berliner Phlilharmoniker, DGG LPEM 19192
- Leopold Stokowski, Orchestra di Filadelfia, La Voce del Padrone, AW 3998